# دورست (فيرمونت)
دورست (بالإنجليزية: Dorset, Vermont)‏ هي بلدة تقع بولاية فيرمونت في الولايات المتحدة. تبلغ مساحتها 123.9 (كم²)، وترتفع عن سطح البحر 397 م، بلغ عدد سكانها 2036 نسمة في عام 2000 حسب إحصاء مكتب تعداد الولايات المتحدة وتصل الكثافة السكانية فيها 16.4 نسمة/كم2.

## أعلام
- فيليتسيا ماير
- ريجنالد مارش
- بيل دبليو.
- صموئيل كرام جاكسون

## وصلات خارجية
- The US50 - Cities and Towns in Vermont State
- Vermont Cities and Towns, Facts, Map, Flag, Colleges, Government, and More